# La Providence (La Réunion)
Pour les articles homonymes, voir La Providence.
La Providence est un quartier de Saint-Denis, le chef-lieu de l'île de La Réunion, département d'outre-mer français dans le sud-ouest de l'océan Indien. Il est situé au sud-sud-est du centre-ville en aval de la forêt de La Providence.
On trouve notamment à La Providence le siège du Crédit agricole de La Réunion, situé dans un parc qui porte le nom de son fondateur, Jean de Cambiaire.